# Duygu Ulusoy
Duygu Gül Ulusoy (* 24. April 1987 in Garmisch-Partenkirchen) ist eine ehemalige deutsch-türkische Skirennläuferin.

## Karriere
Ulusoy begann im Alter von sechs Jahren mit dem Skisport. Nach einer langwierigen Knöchelverletzung wurde sie aus dem deutschen Kader entlassen und entschied sich daraufhin für einen Verbandswechsel. 2005 nahm sie erstmals an Alpinen Skiweltmeisterschaften teil und erreichte als beste Platzierung den 56. Rang im Riesenslalom. Bei den Olympischen Winterspielen im darauffolgenden Jahr in Turin konnte sie diese Leistung noch steigern und klassierte sich im Riesenslalom auf Platz 37.
Ihr letztes internationales Rennen bestritt Ulusoy im März 2010, seitdem ist sie nicht mehr als Athletin in Erscheinung getreten.

## Erfolge

### Olympische Winterspiele
- Turin 2006: 37. Slalom, DNF Riesenslalom

### Weltmeisterschaften
- Bormio 2005: 56. Riesenslalom, DSQ Slalom
- Åre 2007: 60. Riesenslalom, DSQ Slalom
- Val-d'Isère 2009: DNF Riesenslalom, DNF Slalom

### Juniorenweltmeisterschaften
- Bardonecchia 2005: 74. Riesenslalom, DNF Slalom

### Universiade
- Harbin 2009: 48. Riesenslalom, DNF Slalom

### Weitere Erfolge
- 5 Siege bei FIS-Rennen